# Bathyphantes approximatus
Bathyphantes approximatus es una especie de araña del género Bathyphantes, familia Linyphiidae. Fue descrita científicamente por O. Pickard-Cambridge en 1871.
Se distribuye por Reino Unido de Gran Bretaña e Irlanda del Norte, Bélgica, Suiza, Francia, Noruega, Suecia, Dinamarca, Alemania, Países Bajos, Finlandia, Polonia, Luxemburgo, Estonia, Austria, Irlanda, Federación Rusa, Georgia, Italia, Eslovaquia. La especie se mantiene activa durante todos los meses del año.